# Venusaur
Venusaur (フシギバナ?, Fushigibana) è un Pokémon appartenente alla prima generazione. Ideato dal team di designer della Game Freak e fissato nel suo aspetto finale da Ken Sugimori, Venusar fa la sua prima apparizione nel 1996 nei videogiochi Pokémon Rosso e Blu come stadio evolutivo finale di uno dei Pokémon iniziali che i giocatori possono scegliere per cominciare la loro avventura. Compare inoltre nella maggior parte dei titoli successivi, in videogiochi spin-off, nella serie televisiva anime, nel Pokémon Trading Card Game e nel merchandising derivato dalla serie.
Venusaur è la mascotte di copertina dei videogiochi Pokémon Verde e Pokémon Verde Foglia. Appare inoltre sulla copertina di Pokémon Link!. Il Pokémon appare nei videogiochi della serie Super Smash Bros. e nel film live action Pokémon: Detective Pikachu. Ha un ruolo di primo piano anche nel manga Pokémon - La grande avventura.
Nel contesto del franchise, Venusaur è un Pokémon di stadio due di tipo Erba/Veleno. Il suo numero identificativo Pokédex è 3. Si evolve da Ivysaur al raggiungimento di uno specifico livello. Nei videogiochi Pokémon X e Y Venusaur ottiene una megaevoluzione dal nome di Mega Venusaur (メガフシギバナ?, MegaFushigibana).
Gli allenatori Rosso e Vera possiedono un esemplare del Pokémon. Il protagonista di Pokémon - La grande avventura, Rosso, ha ricevuto Bulbasaur come suo Pokémon iniziale che poi ha evoluto fino a far diventare un Venusaur.

## Descrizione
Venusaur è basato su una rana con un fiore sul dorso Con il fiore assorbe la luce solare e la trasforma in energia. Emana inoltre un piacevole profumo, che attira gli altri Pokémon e placa gli animi di chi lo annusa. In Pokémon Diamante e Perla sono state introdotte le differenze tra i sessi e gli esemplari di sesso femminile di Venusaur presentano da allora un seme all'interno del loro fiore.
Venusaur si evolve da Ivysaur al raggiungimento di uno specifico livello. In Pokémon X e Y ha ottenuto una megaevoluzione denominata MegaVenusaur, raggiungibile utilizzando lo strumento Venusaurite. MegaVenusaur è alto 240 cm e pesa 155,5 kg.

## Apparizioni

### Videogiochi
Nei videogiochi Pokémon Rosso e Blu, Pokémon Giallo, Pokémon Rosso Fuoco e Verde Foglia, Pokémon Oro HeartGold e Argento SoulSilver e Pokémon X e Y Venusaur è ottenibile solamente in seguito all'evoluzione di Ivysaur.
Il Pokémon appare inoltre nel videogioco Super Smash Bros. Melee, all'interno di una Poké Ball, utilizzando la mossa Terremoto.

### Anime
Venusaur appare per la prima volta nel corso dell'episodio Il giardino dei misteri (Bulbasaur's Mysterious Garden), come protettore del giardino in cui i Bulbasaur si evolvono in Ivysaur. Nell'episodio il Bulbasaur di Ash Ketchum rifiuta di evolversi.
Il campione Drake utilizza il suo Venusaur contro uno dei Tauros di Ash in Una grande vittoria (Enter the Dragonite). Il Pokémon di tipo Normale vincerà l'incontro e l'allenatore, sconfiggendo Drake, otterrà il trofeo della Lega delle Isole Orange.
Anche James del Team Rocket ha usato un Venusaur (di proprietà del Parco Lotta), nell'episodio Uno strano parco (One Trick Phoney!). Lo scontro tra Venusaur e il Cyndaquil di Ash finisce con la sconfitta di quest'ultimo.
Altri allenatori che possiedono esemplari di Venusaur sono gli Assi Savino e Spartaco e l'allenatrice Vera. Il Pokémon della ragazza è l'evoluzione del suo Bulbasaur ottenuto nel corso di Terra Proibita (Grass Hysteria!).
Venusaur, oltre alle apparizioni negli episodi, ha un ruolo anche nel primo lungometraggio dei Pokémon, Pokémon il film - Mewtwo colpisce ancora, in quanto è uno dei tre Pokémon clonati da Mewtwo (gli altri due sono Charizard e Blastoise), prima che venissero clonati i Pokémon degli allenatori da lui sfidati (compresi i Pokémon di Ash, Misty e Brock).

### Manga
In Pokémon - La grande avventura Rosso possiede un Venusaur, evoluzione del suo Pokémon iniziale Bulbasaur.